# Левый национализм
Ле́вый национали́зм — формы национализма, основанные на идеях равенства, народного суверенитета и национального самоопределения. Он имеет свои истоки в якобинстве Великой французской революции. Левый национализм обычно придерживается антиимпериализма. Он отличается от консервативного национализма, и часто отрицает крайний национализм и фашизм, хотя некоторые левонационалистические движения включают в свою парадигму национальную нетерпимость и расовые предрассудки.
В число прогрессивных, либертарных и демократических лево-националистических движений обычно включают национально-освободительные и антиколониальные движения угнетённых народов. К числу известных исторических примеров принадлежат: Индийский национальный конгресс, который под предводительством Махатмы Ганди боролся за независимость Индии, а после её обретения под началом Джавахарлала Неру выступал на международной арене за антиколониальное сотрудничество народов «Третьего мира»; Шинн Фейн, во время Ирландской Войны за независимость и во время Конфликта в Северной Ирландии; Африканский национальный конгресс в Южно-Африканской Республике под предводительством Нельсона Манделы, который боролся с апартеидом. В освободительных движениях зависимых народов принимали участие и марксисты, например, Джеймс Коннолли. Подобные движения также стремятся использовать интернационализм и международную солидарность, примером чего являются панафриканизм и боливарианизм в Латинской Америке.
«Левый национализм» может принимать и авторитарные формы. Тоталитарная его форма, называемая «советским патриотизмом», существовала в годы сталинизма в Советском Союзе. Арабская социалистическая партия Баас в Сирии и ранее в Ираке способствовала усилению панарабского национализма и пропаганде государственного социализма, одновременно подавляя коммунистическую оппозицию. Иосип Броз Тито, лидер Югославии и Союза коммунистов Югославии, способствовал продвижению левого национализма. Правительство Северной Кореи является агрессивно националистическим и классифицируется некоторыми исследователями как расистское и идеологически близкое к этнонационализму.